# Maria Thereza de Assis Moura
Maria Thereza Rocha de Assis Moura (São Paulo, 14 de outubro de 1956) é uma jurista, professora e magistrada brasileira, atual ministra do Superior Tribunal de Justiça (STJ), tendo presidido o tribunal de 2022 a 2024. Também é professora da Universidade de São Paulo (USP), encontrando-se licenciada.

## Carreira

### Formação, docência e advocacia
Formada em direito  pela Faculdade de Direito da Universidade de São Paulo em 1979, ali se tornou também mestre (1991) e doutora (1997) em direito processual penal e ingressou como professora dessa disciplina em 1998. Por sua rigidez e competência ficou apelidada carinhosamente pelos seus alunos do Largo São Francisco como "Delegada" ou simplesmente "Delê".
Foi advogada da Fundação de Amparo ao Trabalhador Preso (Funap), de 1983 a 1987; do escritório do Dr. Mario Simas de 1980 a 2001 e do escritório Zanoide de Moraes Advogados Associados, com atuação nas áreas cível e criminal, de 2002 até sua indicação para o Superior Tribunal de Justiça em 2006.
Ocupou a vice-presidência do Instituto Brasileiro de Ciências Criminais (IBCCRIM) e escreveu, entre outras obras, A Prova por Indícios no Processo Penal e Justa Causa para a Ação Penal. Também possui trabalhos publicados no Brasil e no exterior, além de ser autora de diversos artigos.

### Superior Tribunal de Justiça

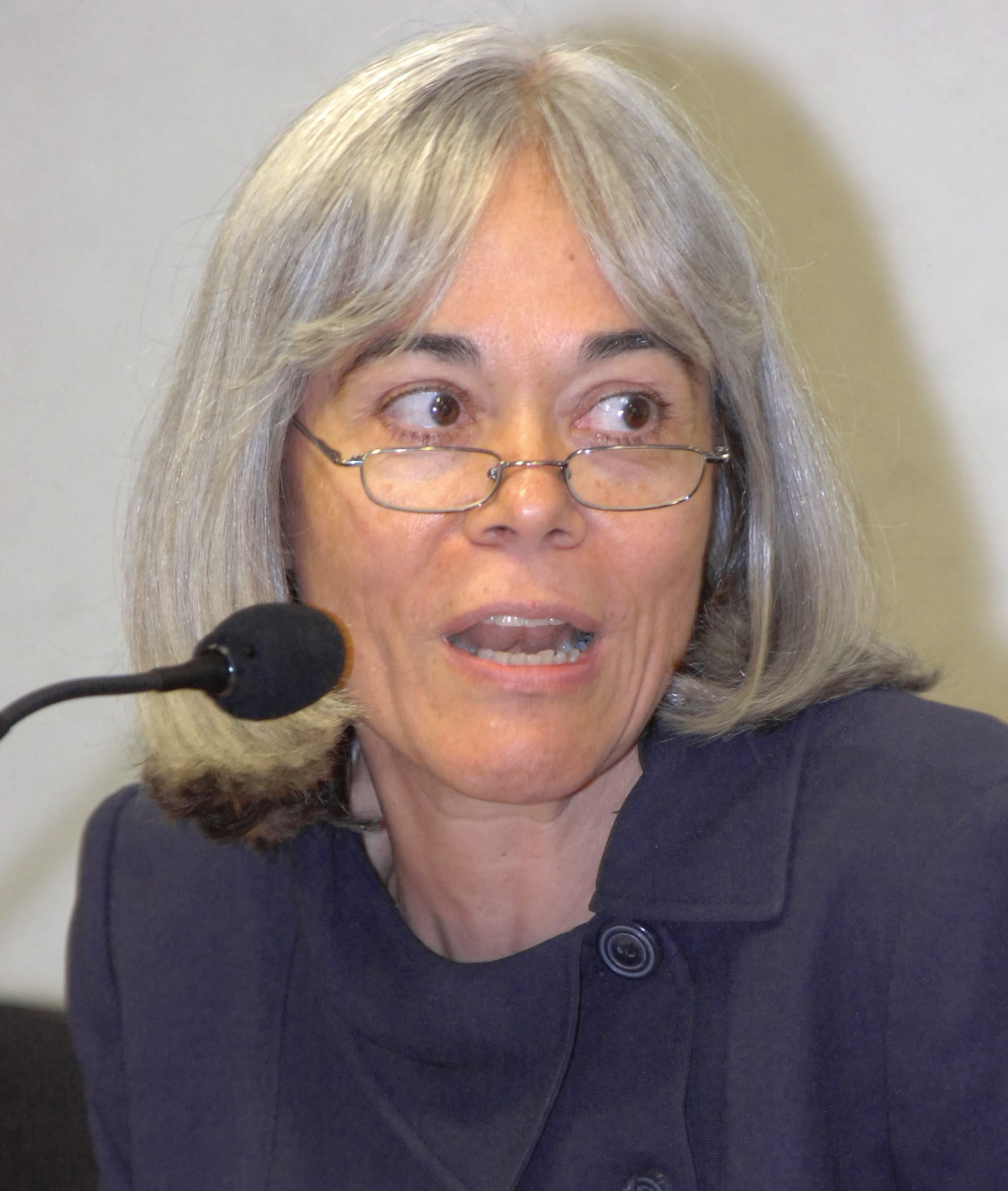
Assis Moura em 2009

Com a aposentadoria do ministro José Arnaldo da Fonseca em 2005, coube à Ordem dos Advogados do Brasil (OAB) a indicação para ocupar a vaga destinada a membro da advocacia no Superior Tribunal de Justiça. Maria Thereza foi indicada na lista sêxtupla elaborada pela OAB e na lista tríplice votada pelos membros do próprio tribunal superior. Por fim, foi escolhida pelo presidente Luiz Inácio Lula da Silva. Após sabatina e aprovação de seu nome no Senado Federal, tomou posse como ministra em 9 de agosto de 2006, sendo a quinta mulher a ingressar no tribunal e a primeira a assumir o STJ na vaga destinada à OAB.
No Superior Tribunal de Justiça, integrou a Sexta Turma e a Terceira Seção desde a sua posse até agosto de 2018, quando assumiu a Vice-Presidência e a Corregedoria-Geral da Justiça Federal no biênio 2018-2020. É membro da Corte Especial desde 10 de maio de 2011. Foi Diretora-Geral da Escola Nacional de Formação e Aperfeiçoamento de Magistrados Ministro Sálvio de Figueiredo Teixeira (Enfam) no biênio 2016 - 2018. Atuou no Tribunal Superior Eleitoral de outubro de 2013 a agosto de 2016, tendo ocupado os cargos de Ministra Substituta, Ministra Auxiliar da Propaganda, Ministra Efetiva e Corregedora-Geral Eleitoral.
Em 1 de novembro de 2007, já como ministra do Superior Tribunal de Justiça, confirmou a liminar emitida em 2006 pelo mesmo órgão que garantiu que o jornalista Pimenta Neves ficasse solto até que se esgotassem todas as possibilidades de recurso, mesmo se tratando de um réu confesso na polícia, seguindo parecer do Ministério Público e a jurisprudência do STJ entendimento aplicado também pelo Supremo Tribunal Federal, na época e na atualidade.
Em 17 de maio de 2013 concedeu habeas corpus para o diretor de Análises Clínicas da Secretaria de Saúde do Acre, Thiago Paiva, sobrinho do governador do Acre, Tião Viana (PT). Em substituição à prisão, ela determinou que Thiago fosse proibido de frequentar a Secretaria de Estado de Saúde do Acre e tivesse suspenso o seu exercício da função pública. Paiva foi preso no dia 10 de maio, durante a Operação G-7, da Polícia Federal, e foi indiciado por formação de quadrilha, formação de cartel e corrupção ativa e passiva. A liminar foi confirmada pelo Supremo Tribunal Federal em 17 de junho de 2013 (relator ministro Luiz Fux) na Ação Ordinária nº 1791/AC. Em setembro de 2015, Thiago foi absolvido pela Justiça do Acre, em sentença proferida pelo Juiz Federal da 3ª Vara de Rio Branco, Jair Araújo Fagundes.
Em 2017, a ministra Maria Thereza estava em Paris quando autorizou Adriana Ancelmo, a ex-primeira-dama do Rio de Janeiro, a migrar de Bangu para a prisão domiciliar. A decisão liminar a favor da mulher de Sergio Cabral foi proferida no dia seguinte ao pedido de habeas corpus. A ministra Maria Thereza estava na França, representando o STJ em visita oficial ao Poder Judiciário francês e à Corte Europeia de Direitos Humanos. Ela concedeu a liminar por entender que o Ministério Público entrou com recurso não cabível ao tentar impedir a prisão domiciliar então concedida pelo juiz Marcelo Bretas. Em fevereiro de 2018, quando do julgamento do mérito do habeas corpus interposto pela defesa de Adriana Ancelmo (HC nº 383.606), a ministra Maria Thereza votou pela manutenção da prisão preventiva, tendo ficada vencida.
Também em 2017, teve seu nome cogitado para o Supremo Tribunal Federal, em substituição ao ministro Teori Zavascki, que faleceu em decorrência de um acidente aéreo.
Em abril de 2018 passou a integrar a primeira composição do Conselho Consultivo da Rede Mundial de Integridade Judicial da Organização das Nações Unidas. 

Em 2022 foi eleita presidente do STJ, assumindo a função no dia 25 de agosto.

## Obras
São os livros publicados por Maria Thereza de Assis Moura:
- A prova por indícios no processo penal. São Paulo: Saraiva, 1994, esgotado. Reimpressão: Rio de Janeiro: Lúmen Júris, 2009.
- Justa causa para a ação penal. São Paulo: RT, 2001, esgotado.
- As reformas no processo penal (organizadora). São Paulo: Revista dos Tribunais, 2008.
- Anistia, Justiça e Impunidade: reflexões sobre a justiça de transição no Brasil (em coautoria com Kai Ambos, Marcos Alexandre Coelho Zilli e Fabiola Girão). Belo Horizonte: Forum, 2010.
- Doutrinas essenciais: Processo Penal (organizadora, ao lado de Guilherme de Souza Nucci). São Paulo. Revista dos Tribunais, 2012, 7v.
- Colaboração Premiada (coordenadora, ao lado de Pierpaolo Cruz Bottini). São Paulo. Revista dos Tribunais, 2018.